# Jacques de Font-Réaulx
Jacques de Font-Réaulx est un historien et archiviste français, né à Châteauroux le 5 novembre 1893 et mort à Avignon le 4 juillet 1979.

## Biographie
Jacques de Font-Réaulx est né dans une famille d'ancienne bourgeoisie originaire du Limousin, où une partie de ses ancêtres résidait à Saint-Junien, (Haute-Vienne). Elle est issue de Jacques de Font-Réaulx (1712-1765), contrôleur des aides. Parmi ses descendants, on enregistre: Louis de Font-Réaulx (1809-1877), notaire; Jean-Hyacinthe de Font-Réaulx (1812-1873, chanoine de la cathédrale de Limoges; Junien-Victor de Font-Réaulx (1818-1873), docteur en pharmacie; Simon de Font-Réaulx (1823-1869), greffier de justice.
Jacques de Font-Réaulx fait ses études à Châteauroux avant de suivre l'enseignement de l'École des chartes entre 1912 et 1916. Mobilisé en 1916, il termine la Première Guerre mondiale avec la Croix de guerre. Il est nommé archiviste des troupes d'occupation en Allemagne.

En 1920, il est nommé archiviste départemental de la Drôme puis de Vaucluse en 1952,
1. ↑  « https://archives.ladrome.fr/?id=recherche_guidee_plan_detail&doc=accounts/mnesys_ad26/datas/ir%2FArchives%20priv%C3%A9es%2FFRAD026_000538_V1%2Exml » (consulté le 21 mars 2019)
2. ↑  « https://earchives.vaucluse.fr/document/FRAD084_IR0000123 »
3. ↑  État civil sur le fichier des personnes décédées en France depuis 1970
4. ↑  Pierre-Marie Dioudonnat, Le Simili-Nobiliaire français, éd. Sedopols, 2012, p.323
5. ↑  « Inventaire des dossiers de gestion de Jacques de Font-Réaulx aux archives départementales de Vaucluse »

. Il accomplit une mission de classement des archives départementales de la Guyane, à Cayenne, en 1957-1958.
Membre de l'Académie de Vaucluse depuis 1951, il en est président en 1954-1955 et en 1958-1959. En 1962, il est vice-président de la Fédération historique de Provence. Il est aussi correspondant de l'Académie des inscriptions et belles-lettres.
Membre des Pénitents gris d'Avignon en 1955, il en est premier maître entre 1961 et 1965.

## Publications
- Les actes des comtes de Poitou, ducs d'Aquitaine (778-1137), Thèse de l'École des Chartes, 1916
- Cartulaire du Chapitre de Saint-Étienne de Limoges : IXe-XIIe siècles, 1919
- "Testaments d'Isembert Feuille, abbé du Dorat 17 février 1277", dans Mémoires de la Société des sciences naturelles, archéologiques, et historiques de la Creuse, 1921
- Le chapitre de La Châtre et les paroisses de Fresselines et de La Chapelle-Taillefer, 1921
- Note sur certaines statistiques et dénombrements ordonnés au XVIIIe siècle par les intendants du Dauphiné, d'après les Archives de la Drôme, 1922
- Les Droits de tonlieu de l'abbaye Saint-Sulpice de Bourges et un diplôme falsifié de Charles le Chauve, 1925
- Saint-Pierre d'Anzême et les origines de son prieuré, dans Mémoires de la Société des sciences naturelles, archéologiques, et historiques de la Creuse, 1925
- La Campagne de Carloman contre Vienne en 881-882 et l'identification de Lipsiacus villa Audegamensis, 1931
- Un dernier mot sur Anzême, 1936
- L'Abbaye d'Aiguebelle : Notes critiques à propos de son 8e centenaire, 1937
- Les Anciennes archives de Beaurepaire, 1937
- Le Dorat, ancienne capitale de la Basse-Marche, tomes 1 et 2, 1940
- Manuel des études drômoises, 1941
- Scènes de la vie du Haut-Diois : Canton de Châtillon, au XVIIIe siècle, 1941
- Les Pouillés de la province de Vienne, 1943
- Cartulaire de l'évêché de Saint-Paul-Trois-Châteaux, analyses et extraits, avec une notice sur le Tricastin au début du XIIIe siècle, Archives départementales de la Drôme, 1946
- L'Église de Crest : Sa construction, cent ans d'histoire paroissiale, 1846-1946. Avec une lettre de M. Gabriel Le Bras, 1947
- Centenaire de 1848. 1848 dans la Drôme et l'histoire de la Seconde République, 1949
- Département de la Drôme. La Préfecture et le Conseil général : 1800-1950. Documents et archives, 1950
- Avec Léo Bertrand, Dieulefit et son histoire, 1950
- Répertoire critique des anciens inventaires des archives du département de la Drôme, avec une notice sur la formation et l'histoire de ces archives, Archives départementales de la Drôme, Valence, 1952 ; p. 207[1].
- La Montée de Notre-Dame-des-Doms, 1955
- Propos sur les diplômes des derniers carolingiens, 1955
- Le Testament de Tiburge d'Orange et la cristallisation de la principauté, 1956
- L'Hôpital Ste-Marthe d'Avignon, à propos du 6e centenaire de sa fondation, 1354-1954, 1957
- L'Église collégiale Saint-Pierre d'Avignon : à propos du 6e centenaire, 1958
- Pouillés de la Province de Bourges, 2 volumes, Imprimerie Nationale, 1961-62

## Récompenses et distinctions
- Officier de la Légion d'honneur
- Croix de guerre 1914-1918
- Officier des Arts et Lettres
- Chevalier de l'Ordre de Saint-Grégoire-le-Grand